# La notte vola
La notte vola è un singolo della cantante e showgirl italiana Lorella Cuccarini, pubblicato nel gennaio del 1989.

## Descrizione
I testi de La notte vola sono di Silvio Testi, mentre la musica è di Marco Salvati e Beppe Vessicchio.
Il brano, insieme al relativo videoclip, fu utilizzato come sigla di apertura del varietà televisivo del sabato sera di Canale 5 Odiens, trasmesso nella stagione 1988-1989 e condotto dalla stessa Cuccarini con Ezio Greggio, Gianfranco D'Angelo e Sabrina Salerno.
Il singolo ebbe un notevole successo in Italia, raggiungendo la quarta posizione nella hit parade dei singoli più venduti e la numero 44 nella classifica dei singoli più venduti del 1989. Al di là delle classifiche musicali, il brano è ricordato a tutt'oggi come uno dei maggiori successi della Cuccarini e può essere considerato un evergreen della musica italiana.
Il brano è stato nuovamente utilizzato come sigla anche nell'estate del 2001 per il varietà omonimo di Canale 5 condotto dalla Cuccarini, che consisteva in una gara tra i maggiori successi musicali italiani degli anni ottanta, eseguiti dagli interpreti originali.
Nel dicembre del 2021 il singolo ha ricevuto un ulteriore disco d'oro per le vendite digitali che hanno superato le cinquantamila copie.
Il 10 febbraio del 2023 la Cuccarini prende parte alla serata dei duetti del Festival di Sanremo con una versione rinnovata del brano eseguita assieme ad Olly, in gara in quell'edizione della kermesse canora. Tale versione viene in seguito pubblicata come singolo su tutte le piattaforme streaming il successivo 14 marzo.
L'8 dicembre dello stesso anno, in occasione dei 35 anni della sua uscita, viene realizzata una nuova versione del brano firmato da Itaca, pubblicata su tutte le piattaforme digitali; per l’occasione viene realizzato un nuovo videoclip coreografato da Emanuel Lo.
L'11 novembre del 2024 riceve dalla FIMI il disco di platino per aver superato le 100.000 copie digitali vendute.

## Tracce
1. La notte vola – 3:42
2. Lullabye mix – 4:12

## Edizioni
- 1989 - La notte vola/Lullabye mix (Polydor, 871 436-7, 7")

## Cover
- Nel 1989 la cantante spagnola Byanka eseguì una cover in spagnolo del brano con il titolo La noche vuela.
- Nel 1990 Lorella Cuccarini incise una versione in lingua inglese del brano intitolata Magic, che riscosse un ottimo successo di vendite in Germania e Spagna.
- Nello stesso anno anche Sabrina Salerno, nel suo terzo album Over the Pop, presentò una versione rivisitata del brano in inglese, con il titolo Vola.
- Il 14 febbraio 2014 Wertmüller and the Doubleues incide una cover punk-rock del brano nelle 2 versioni italiano e spagnolo.[5] Nel videoclip della loro versione italiana è presente anche Annie Mazzola.
- Il 28 luglio 2014 il duo formato dai dj e produttori Simone N.V.R. e Dj Ryan, danno una veste nuova alla canzone, remixandola in una versione interamente cantata in spagnolo dalla cantante Helena.
- Il 16 maggio 2019, nel programma televisivo All Together Now su Canale 5, Marco Galeotti presenta una versione del brano in chiave punk-rock, già contenuta nell'album Fotoromanza della band The MAffick. Ottiene, oltre ai complimenti di Marco Salvati (uno degli autori del brano), 41 voti ma non passa il turno.

## La notte vola (RMX)
La notte vola (RMX) è un singolo del cantautore italiano Olly, del produttore discografico italiano Jvli e della cantante italiana Lorella Cuccarini, pubblicato il 16 marzo 2023 come quinto estratto dall'album in studio collaborativo di Olly e Jvli Gira, il mondo gira.

### Descrizione
Il 10 febbraio del 2023 la Cuccarini prende parte alla serata dei duetti del Festival di Sanremo con una versione rinnovata del brano eseguita assieme ad Olly, in gara in quell'edizione della kermesse canora. Tale versione viene in seguito pubblicata come singolo su tutte le piattaforme streaming il successivo 14 marzo.
Il brano, scritto da Silvio Capitta, è prodotto da Julien Boverod, in arte Jvli, ed Enrico Brun e presenta una reinterpretazione del brano originale di Cuccarini.

### Tracce
Testi di Silvio Capitta, musiche di Giuseppe Vessicchio, Marco Salvati e Silvio Capitta.
1. La notte vola (RMX) – 2:22

## Citazioni e omaggi
- La canzone veniva utilizzata a cavallo tra gli anni ottanta e novanta da varie tifoserie sportive, come base per i cori. Gli ultras della Roma (squadra di cui tra l'altro la stessa Cuccarini è tifosa) la utilizzarono per celebrare i gol e le giocate dell'attaccante tedesco, campione del mondo, Rudi Völler. Il testo veniva cambiato in: «Tedesco vola, sotto la curva vola, la curva s'innamora...». Da qui il soprannome di Tedesco Volante per il calciatore.[10]